# Dongola (sito archeologico)
Dongola (antico nubiano: Tungul; arabo: Dunqulah al-ʿAjūz) è un sito archeologico del Sudan, situato sulla riva orientale del Nilo, di fronte a Wadi Al-Malik. Importante città della Nubia medievale, e punto di partenza per le carovane dirette ad ovest verso Darfur e Kordofan, dal IV al XIV secolo Antica Dongola fu la capitale del Regno di Makuria. La popolazione si è spostata 80 km a nord lungo il Nilo, sulla riva opposta, durante il XIX secolo, trasformandosi nell'odierna Dongola.
Una squadra archeologica polacca sta scavando la città dal 1964.

## Storia
Antica Dongola fu fondata nel V secolo come fortezza, ma in poco tempo attorno a lei si sviluppò una città. In seguito, con l'avvento del cristianesimo, divenne la capitale del regno di Makuria, e vi furono costruite numerose chiese. Tra queste vi è l'Edificio X (come viene chiamato dagli archeologi contemporanei) e la Chiesa dai pavimenti di pietra. Queste due strutture furono erette a circa 100 metri dal centro della città murata, il che fa capire che già a quei tempi la città si estendeva oltre le mura originarie della fortezza. L'Edificio X fu poco dopo rimpiazzato dalla Vecchia Chiesa.
A metà del VII secolo le due chiese principali furono distrutte, e ricostruite poco dopo. La Vecchia chiesa fu smantellata per recuperare materiale edile per riparare le mura della città. Gli archeologi credono che questa distruzione sia il risultato della prima (642) e seconda battaglia di Dongola (652).

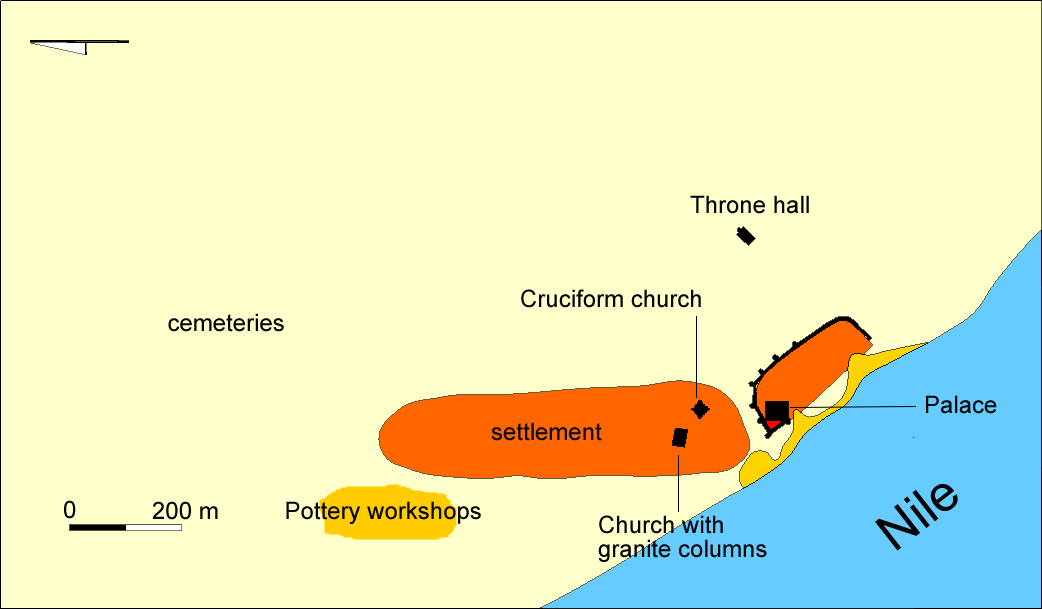
Mappa dell'Antica Dongala nel periodo medievale

Alla fine del VII secolo fu eretta la Chiesa dalle colonne di granito, nel punto in cui prima sorgeva la Vecchia Chiesa. Ornata con 16 colonne di granito, ognuna decorata con capitelli in granito, la Chiesa dalle colonne di granito era forse la cattedrale di Antica Dongola. 

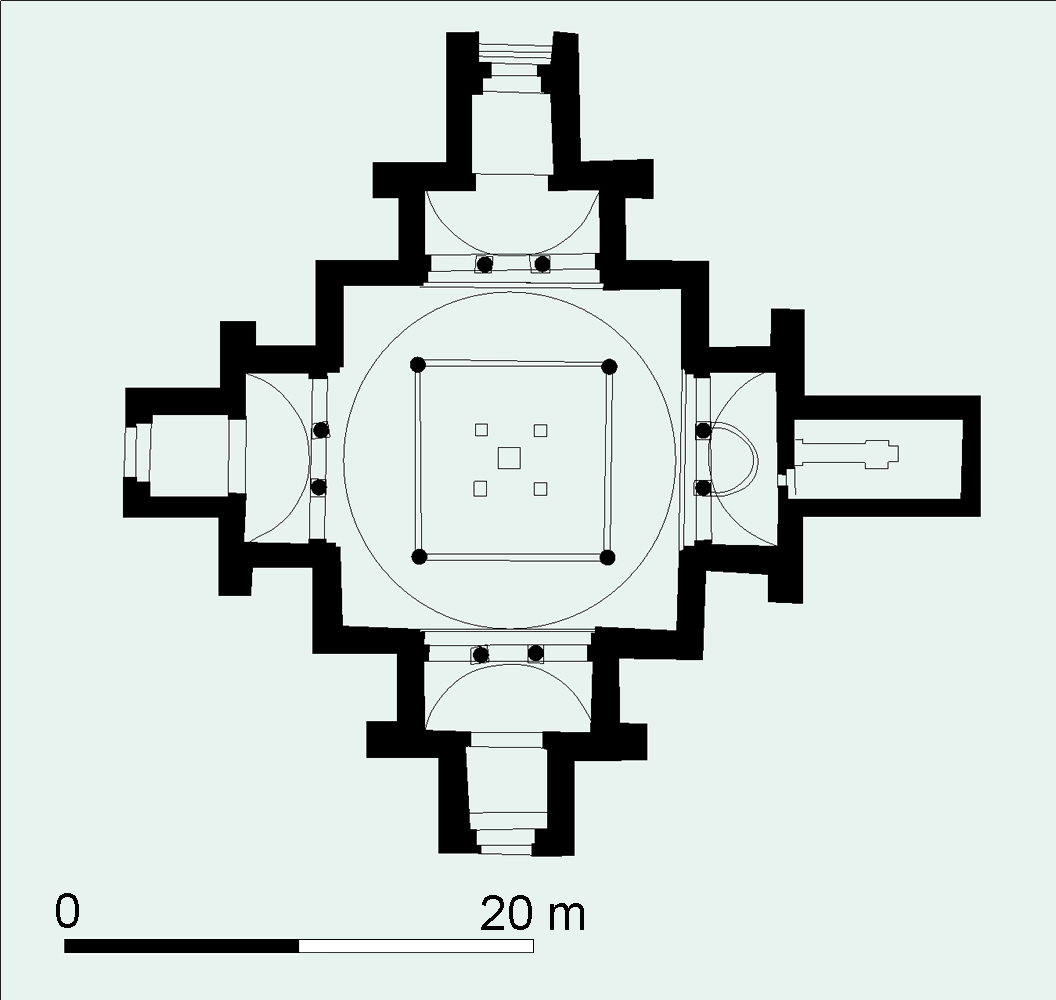
La chiesa cruciforme

L'apogeo di Antica Dongola fu nel X secolo. In questo periodo la Chiesa dai pavimenti di pietra fu sostituita dalla Chiesa cruciforme. Tra gli altri edifici di Antica Dongola vi erano molte altre chiese, almeno due palazzi, ed un ragguardevole monastero sul lato settentrionale. Molte case erano fornite di bagni e mura dipinte.
Il libro della conoscenza è un diario di viaggio scritto da un monaco spagnolo poco dopo il 1348, in cui vengono citati mercanti genovesi stabilitisi in Antica Dongola. Questi possono esservi giunti grazie al trattato commerciale stipulato nel 1290 tra Genova e l'Egitto. In ogni caso, durante il XIII e XIV secolo la città cadde in declino. Fu attaccata dagli Arabi numerose volte, e la sala del trono del palazzo fu trasformata in moschea. Un'inscrizione che Sayf al-Din Abdullah Barshambu fece incidere ad Antica Dongola, e che porta la data del 1317, è comunemente interpretata come registrazione di una spedizione militare inviata dal sultano dell'Egitto per insediare sul trono un proprio uomo, Abdullah, forse un musulmano nubiano.
Sotto i Fung, Antica Dongola divenne la capitale delle province settentrionali. Il viaggiatore Charles Jacques Poncet visitò la città nel 1699, e la descrisse come posizionata sulle pendici di una collina di sabbia. La sua descrizione di Dongola prosegue:
(Charles Jacques Poncet in The Red Sea and Adjacent Countries, William Foster, editor (Londra: Hakluyt Society, 1949), pp. 99f.)

## Galleria d'immagini

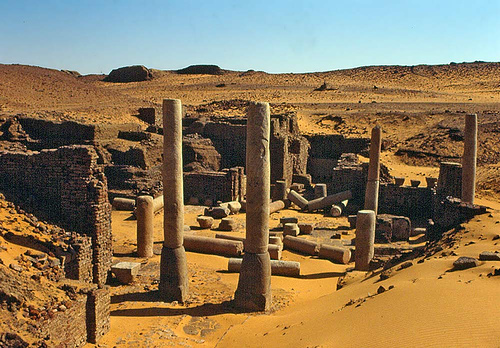
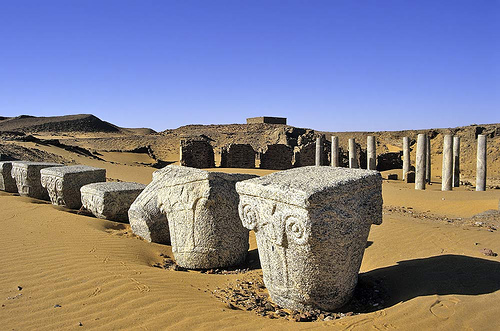
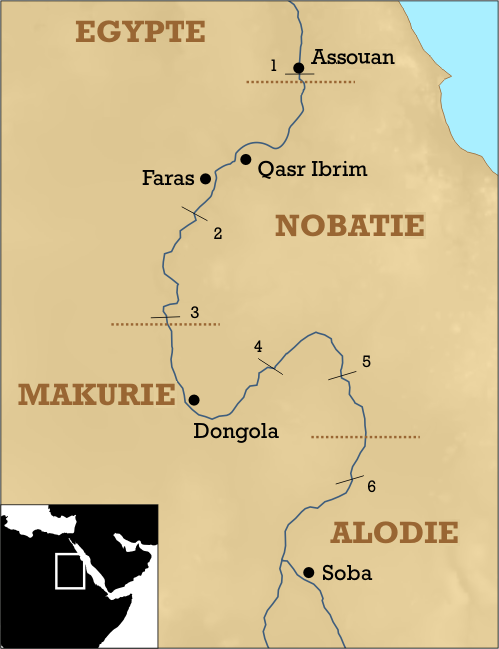
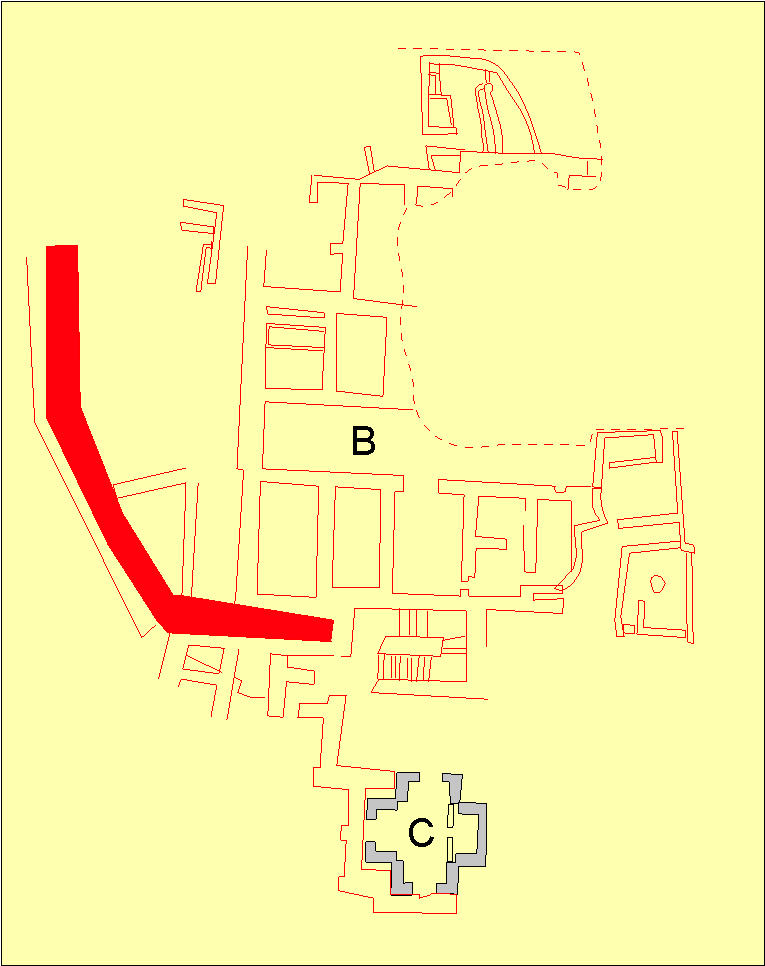
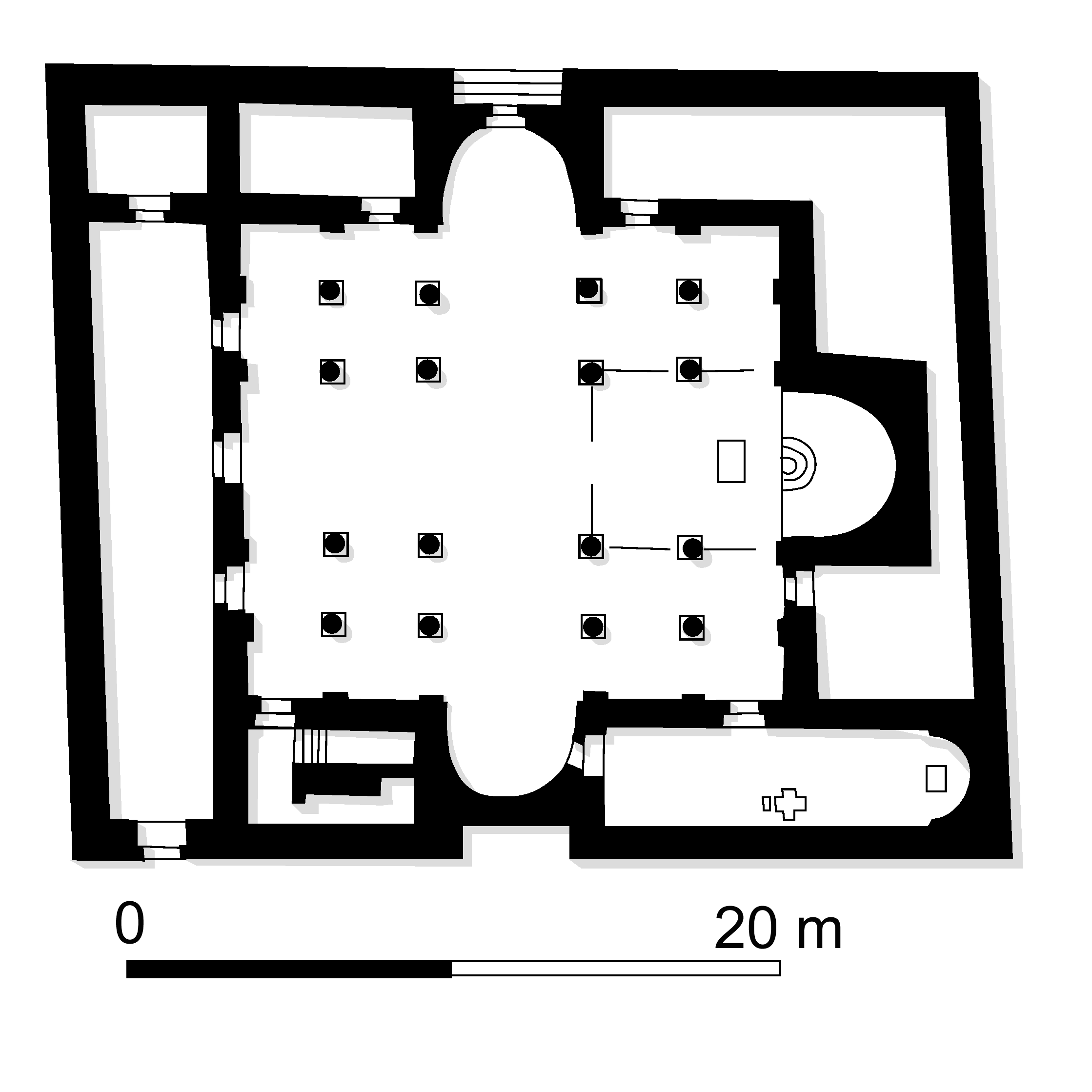
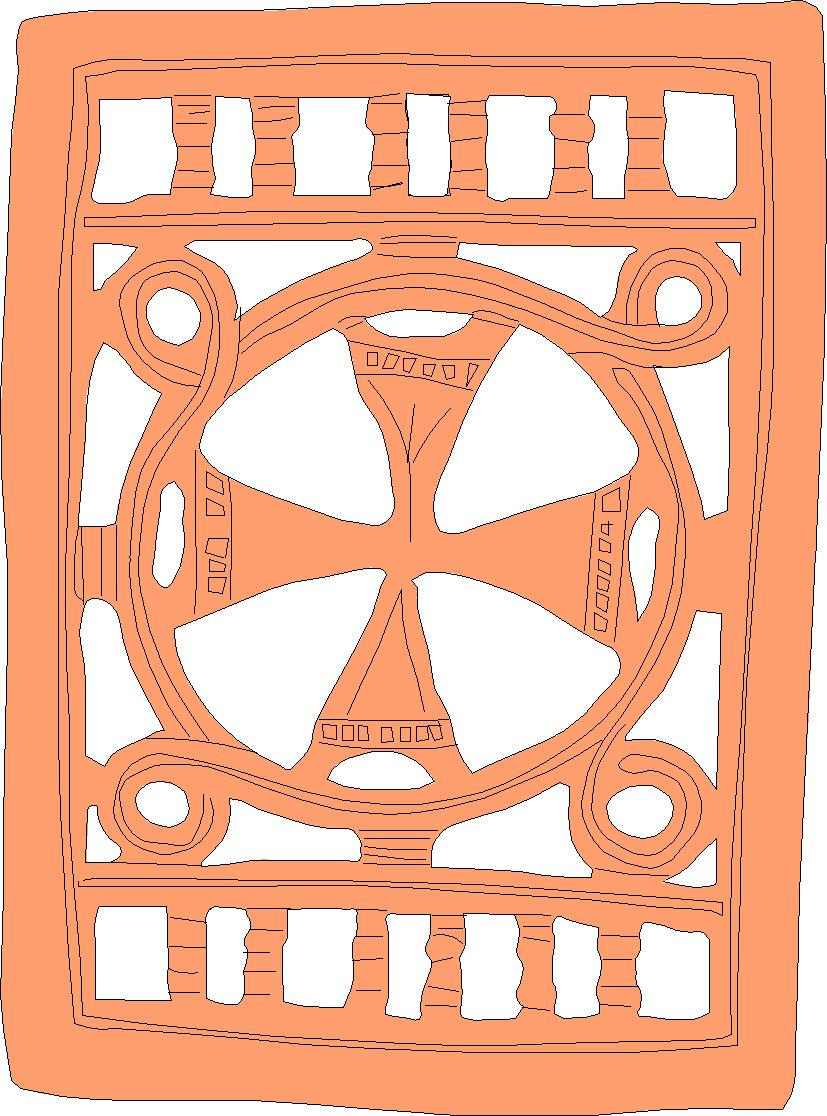
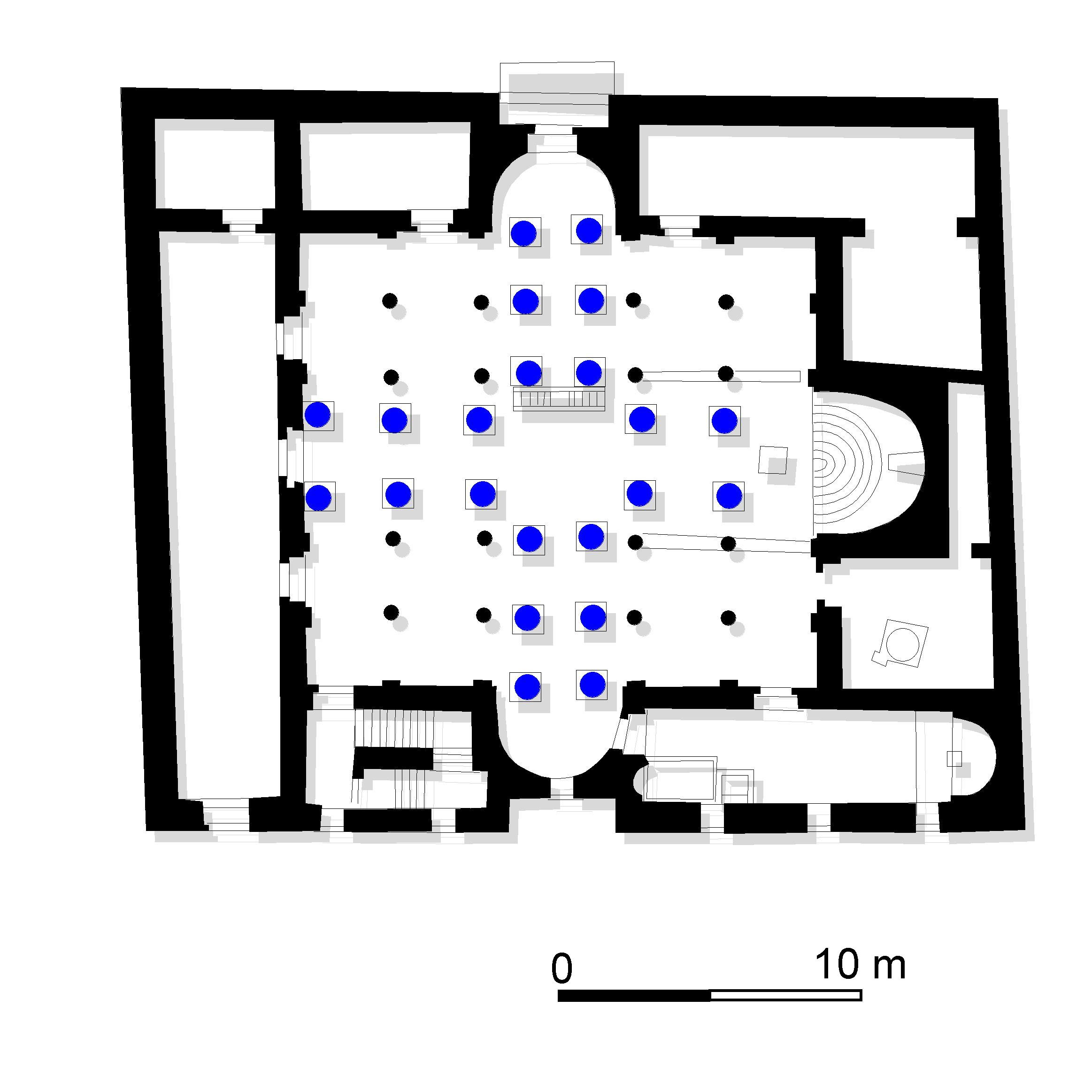
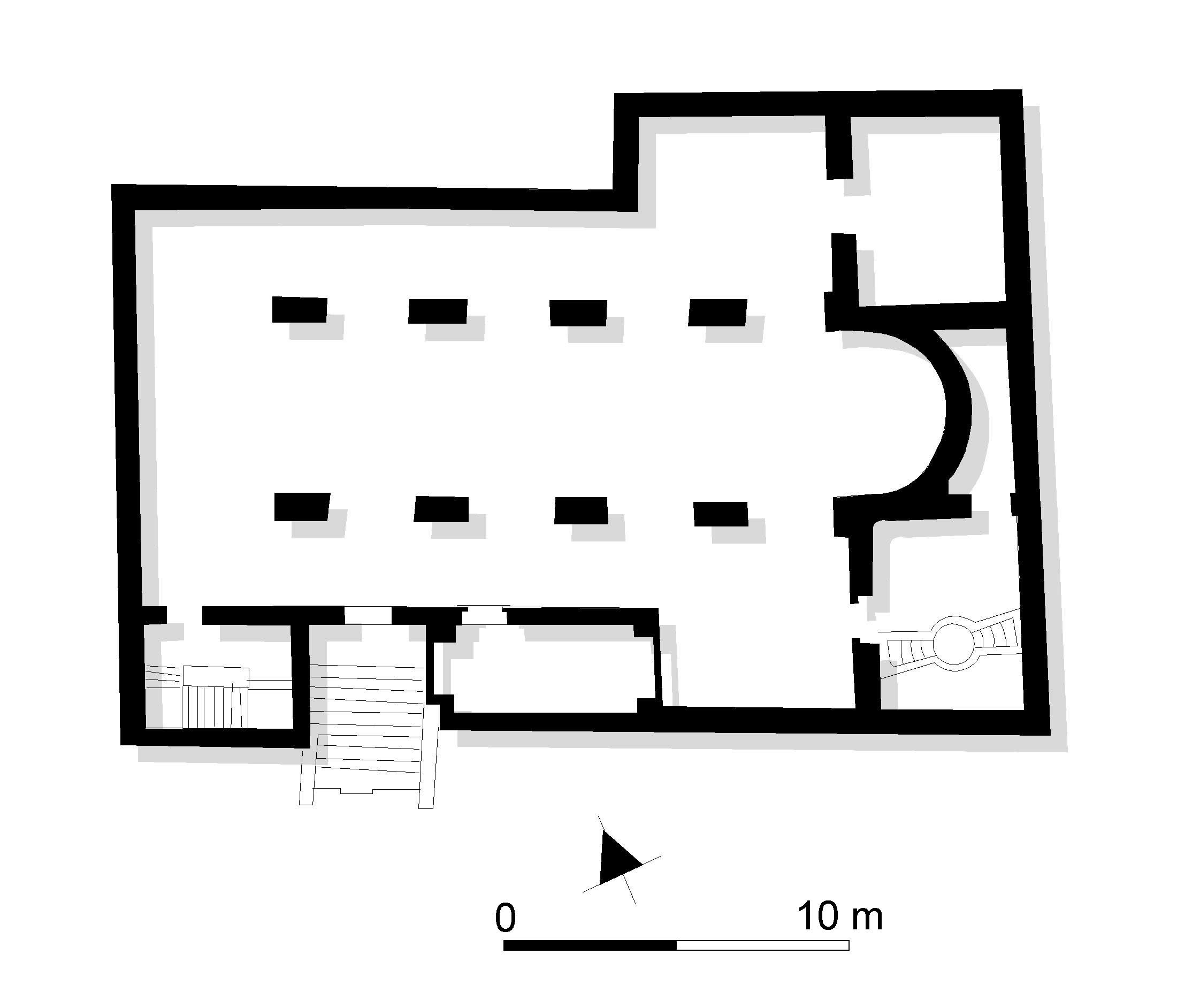